# Dolnośląska Organizacja Turystyczna
Dolnośląska Organizacja Turystyczna (DOT) – stowarzyszenie utworzone w styczniu 2000 r. przez władze samorządowe Dolnego Śląska. Stowarzyszenie działa w oparciu o Ustawę Prawo o stowarzyszeniach z dnia 7 kwietnia 1989 r. oraz Ustawę o Polskiej Organizacji Turystycznej z dnia 25 czerwca 1999 r. Organizacja została stworzona w wyniku przekształceń dokonywanych w obszarze zarządzania turystyką zgodnie z normami obowiązującymi w krajach Unii Europejskiej.
DOT współpracuje z przedstawicielami władzy rządowej – wojewodami, samorządami terytorialnymi, Polską Izbą Turystyki oraz innymi organizacjami branży turystycznej, a także stowarzyszeniami działającymi w tej dziedzinie. Efektem tej współpracy są licznie organizowane imprezy promujące wśród krajowych i zagranicznych turystów region, miasta i poszczególne lokalne produkty turystyczne.
Głównym statutowym celem DOT jest wspieranie rozwoju turystyki i szeroko pojęta promocja Dolnego Śląska w kraju i za granicą, jako regionu atrakcyjnego turystycznie, posiadającego doskonałe położenie na pograniczu z Niemcami i Czechami również, jako regionu charakteryzującego się zróżnicowanym krajobrazem przyrodniczym oraz bogactwem wspaniałych pomników historii i kultury śląskiej, które realizowany poprzez działania jak:
- Tworzenie pozytywnego wizerunku Dolnego Śląska, jako regionu atrakcyjnego dla turystów wartego odwiedzenia i zwiedzenia;
- promowanie Dolnego Śląska, jako regionu turystycznie atrakcyjnego pod względem kulturowym i przyrodniczym;
- kreowanie pozytywnego z punktu widzenia turysty wizerunku regionu w kraju i za granicą;
- współdziałanie z administracją samorządową na rzecz promocji ruchu turystycznego i przyjazdu turystów na Dolny Śląsk;
- organizowanie i rozwijanie działań na rzecz promocji turystycznej Dolnego Śląska na krajowych i zagranicznych targach turystycznych;
- organizowanie i rozwijanie działań na rzecz rozwoju turystyki;
- stworzenie regionalnego systemu informacji turystycznej;
- prowadzenie i aktualizowanie internetowej informacji turystycznej;
- prowadzenia działalności wydawniczej na rzecz promocji turystyki
- organizowanie programów turystycznych i zwiedzania miasta dla grup i turystów indywidualnych;
- organizowanie podróży typu study tour po Dolnym Śląsku dla zagranicznych dziennikarzy i biur podróży;
- podejmowanie badań i analiz ruchu turystycznego na Dolnym Śląsku;
- inicjowanie i wspomaganie planów rozwoju i modernizacji infrastruktury turystycznej;
- organizowanie szkoleń i doskonalenie kadr dla potrzeb turystyki;
- inspirowanie i współudział w tworzeniu lokalnych organizacji turystycznych w gminach i powiatach.

## Inne
- Stowarzyszenie DOT powstało jako pierwsza w Polsce organizacja o charakterze regionalnym. Obecnie Stowarzyszenie skupia ponad 100 członków i jest największą Regionalną Organizacją Turystyczną w Polsce.
- Uchwałą nr XXV/653/12 Sejmiku Województwa Dolnośląskiego z dnia 19 lipca 2012 r. DOT przyznano Odznakę Honorową Złotą Zasłużony dla Województwa Dolnośląskiego[1].